# Comuna Brabova, Dolj
Brabova este o comună în județul Dolj, Oltenia, România, formată din satele Brabova (reședința), Caraiman, Mosna, Răchita de Jos, Urdinița și Voita.

## Demografie
Componența etnică a comunei Brabova
     Români (89,21%)
     Alte etnii (10,79%)
Componența confesională a comunei Brabova
     Ortodocși (88,43%)
     Alte religii (0,28%)
     Necunoscută (11,28%)
Conform recensământului efectuat în 2021, populația comunei Brabova se ridică la 1.418 locuitori, în scădere față de recensământul anterior din 2011, când fuseseră înregistrați 1.550 de locuitori. Majoritatea locuitorilor sunt români (89,21%). Din punct de vedere confesional, majoritatea locuitorilor sunt ortodocși (88,43%), iar pentru 11,28% nu se cunoaște apartenența confesională.

## Politică și administrație
Comuna Brabova este administrată de un primar și un consiliu local compus din 9 consilieri. Primarul, Ionel Moțoiag[*], de la Partidul Social Democrat, este în funcție din 1 noiembrie 2024. Începând cu alegerile locale din 2024, consiliul local are următoarea componență pe partide politice:
|  | Partid                          | Consilieri | Componența Consiliului | Componența Consiliului | Componența Consiliului | Componența Consiliului | Componența Consiliului |
|  | ------------------------------- | ---------- | ---------------------- | ---------------------- | ---------------------- | ---------------------- | ---------------------- |
|  | Partidul Social Democrat        | 5          |                        |                        |                        |                        |                        |
|  | Partidul Național Liberal       | 3          |                        |                        |                        |                        |                        |
|  | Alianța pentru Unirea Românilor | 1          |                        |                        |                        |                        |                        |

## Monumente istorice
- Cula Izvoranu - Geblescu, sec. XVIII, adăugiri ulterioare